# Mentone (Indiana)
Mentone – miasto w Stanach Zjednoczonych, w stanie Indiana, w hrabstwie Kosciusko.